# Харел Скат
Харел Скат (хебр. הראל סקעת; Кфар Сава, 8. август 1981) израелски је певач и текстописац. Јавности изван Израела постао је познат 2010. године након што је исте године представљао своју земљу на Песми Евровизије у Ослу (Норвешка).
Музиком је почео да се бави у најранијем детињству и већ са 6 година победио је на једном дечијем фестивалу у Израелу. Током средњошколског образовања наступао је као певач у локалном градском бенду, а током служења војног рока био је део војничке музичке групе. Постаје познат након освајања другог места у музичком ријалити такмичењу Звезда је рођена (Кохав нолад) 2004. године.
Дебитантски албум под насловом Харел Скат објавио је у јулу 2006. Албум је остварио платинасти тираж, а песма Ve'at (И ти) је проглашена за најбољу песму те године у Израелу. И следећи албум Dmuyot (Бројеви) објављен у септембру 2009. остварио је златни тираж и наишао на одличан пријем код публике.
У децембру 2009. израелски јавни сервис ИБА изабрао је Ската за представника те земље на Песми Евровизије 2010. у Ослу. Харелова песма Милим (Речи) заузела је тек 14. место у финалу иако је пре самог такмичења Израел словио за главног фаворита за победу.

## Биографија
Харел Скат рођен је 8. августа 1981. у граду Кфар Сава у централном Израелу, у мешовитој јеменитско-ирачкој јеврејској породици. Певањем је почео да се занима у најранијем детињству, и већ са 6 година освојио је прву награду на локалном градском дечијем фестивалу. Као тинејџер наставио је да наступа на разним дечјим фестивалима и музичким телевизијским емисијама, а у петнаестој години постао је певач локалног градског и средњошколског бенда. Такође је током служења војног рока наступао као певач у војничком бенду Communications Corps. Band где се упознао са певачем и текстописцем Дором Данијелом.
Касније је похађао специјализовани колеџ за примењене уметности Беит Цви где му је додељена стипендија уз образложење да је реч о великом таленту. Током боравка на колеџу објавио је свој први сингл Ein od Si'kui (Нема нове прилике), а истовремено се такмичио и у телевизијском талент шоу програму Ha'melech Ha'ba (Следећи краљ). Такмичење је Скат завршио на 6. месту.

### Кохав Нолади почетак професионалне каријере
Током друге године студирања на Беит Цви универзитету Скат је постао део великог музичког ријалити програма Кохав Нолад. Реакције жирија на његове наступе биле су и више него позитивне, тако да је Скат постао један од главних кандидата за победника целог такмичења. Током свих елиминационих емисија Скат је био убедљиво најбољи, укључујући и полуфинале. Финалну емисију пратио је рекордан број гледалаца (према неким проценама скоро 3 милиона), а Скат је певао популарну хебрејску песму из 70-их година Hinenny Can. Његова верзија је наишла на одличан пријем код публике и наредних 80 дана заузимала је водеће место на свим израелским музичким топ листама. Међутим на велико изненађење Харел није победио у финалу (победио је Харел Мојал).
Захваљујући том ријалити програму Скат је стекао огромне симпатије публике, а посебно када је реч о млађим генерацијама. Године 2005. наступио је на централном тргу у Тел Авиву пред 80.000 људи у знак сећања на некадашњег израелског премијера Јицака Рабина.